# Ted Post
Ted Post (New York, 31 maart 1918 – Santa Monica, 20 augustus 2013) was een Amerikaans film- en televisieregisseur. Post regisseerde voornamelijk westerns en horrorfilms.

## Biografie
Hij begon in het theater en regisseerde Bela Lugosi in 1948 in Dracula in het Norwich Summer Theatre in Connecticut. 
Vanaf 1956 werkte hij voor tientallen speelfilms, zoals The Peacemaker uit 1956, Hang 'Em High, Beneath the Planet of the Apes, Magnum Force, The Harrad Experiment (horrorfilm uit 1973), The Baby, Good Guys Wear Black, Stagecoach (1986) en Cagney and Lacey.
Voor de televisie regisseerde hij ook veel series zoals Gunsmoke, The Rifleman, Wagon Train, The Virginian, Bus Stop, Rawhide, Peyton Place, Columbo en Baretta.
Post was 72 jaar lang getrouwd met Thelma. Samen hadden ze twee kinderen.
Hij overleed op 95-jarige leeftijd in het UCLA Medical Center in Santa Monica. Hij is begraven op Mount Sinai Memorial Park in Hollywood Hills.